# 渡辺文人
渡辺 文人（わたなべ ふみと、1948年5月23日 - 2023年2月10日）は、山梨県出身の高校野球監督である。

## 来歴
山梨県立市川高等学校出身。高校時代は野球部に在籍し、卒業後19歳にして同校の監督に就任。就任1年目の1967年（昭和42年）に選手権山梨大会で準優勝になり、西関東大会に進出した。その後は県大会を勝ち上がることができず、1979年（昭和54年）に一度監督を離れるも、1987年（昭和62年）に再び同校の監督に再就任する。
1990年（平成2年）の秋季県大会および秋季関東大会で優勝し、翌春の第63回選抜高等学校野球大会に春夏合わせて初出場。2度に渡る逆転サヨナラ勝ちを演じてベスト4に進出し、「ミラクル市川」として脚光を浴びる。同年の第73回選手権にも春夏連続出場し1度のサヨナラ勝ちを含め2勝を挙げ、ベスト8に進出する。その後も春夏合わせて5度甲子園に出場し、東海大甲府に次ぐ10勝を挙げている。
その後山梨県立増穂商業高等学校、2003年（平成15年）より千葉県の横芝敬愛高等学校監督を経て2008年（平成20年）に母校のコーチに復帰した。2012年（平成24年）秋より日本航空高等学校の総監督を務めていた。
2023年2月10日死去。74歳没。

## 「ミラクル市川」

### 第63回選抜大会
1990年の秋季山梨県大会で当時圧倒的強さを誇っていた東海大甲府高校に決勝で勝利し優勝すると、その勢いのまま関東地区高等学校野球大会でも市立船橋高校、桐生第一高校、宇都宮学園（現・文星芸大附属高校）を破り優勝。第63回選抜大会の選考結果春夏通じて初めての出場を果たした。初戦で大阪府代表・浪速高校を3-1と甲子園初勝利を挙げている。この時点ではエース・樋渡卓哉が注目されていたが、以下の2試合で「土壇場でのサヨナラ勝利」が注目されるようになる。

#### 2回戦
2回戦は秋季関東大会決勝で対戦した栃木県代表・宇都宮学園高校と対戦。関東大会のリベンジに燃える宇都宮学園は初回に1点、8回にもう1点を追加し9回表終了時点で2-0とリードする。しかしその裏、市川高校はこれまで完全に抑えられていた宇都宮学園のエース戸山を攻略し、一気に3点を獲り逆転サヨナラ勝利をおさめた。
試合開始 1991年4月2日 09:29(JST)　試合時間 2時間12分　観衆:13000人
|            | 1 | 2 | 3 | 4 | 5 | 6 | 7 | 8 | 9  | R |
| ---------- | - | - | - | - | - | - | - | - | -- | - |
| 宇都宮学園 | 1 | 0 | 0 | 0 | 0 | 0 | 0 | 1 | 0  | 2 |
| 市川       | 0 | 0 | 0 | 0 | 0 | 0 | 0 | 0 | 3x | 3 |

1. [審判]（球）吉川（塁）清水幹・中本・清水正

打順
| 宇都宮学園 | 宇都宮学園 | 宇都宮学園        |
| 打順       | 守備       | 選手              |
| ---------- | ---------- | ----------------- |
| 1          | [右]       | 小島都義（3年）   |
| 2          | [中]       | 海老原光明（3年） |
| 3          | [一]       | 中山高陽（2年）   |
| 4          | [捕]       | 高根沢力（3年）   |
| 5          | [左]       | 川又敏之（3年）   |
| 6          | [三]       | 岡田雄一郎（3年） |
| 7          | [遊]       | 坂本充生（2年）   |
| 8          | [二]       | 白石裕（3年）     |
| 9          | [投]       | 戸山知範（2年）   |

| 市川 | 市川 | 市川            |
| 打順 | 守備 | 選手            |
| ---- | ---- | --------------- |
| 1    | [二] | 望月健（3年）   |
| 2    | [中] | 大野満（3年）   |
| 3    | [三] | 一瀬理（3年）   |
| 4    | [投] | 樋渡卓哉（3年） |
| 5    | [捕] | 村松一也（3年） |
| 6    | [左] | 渡辺智一（3年） |
|      | 走   | 赤池晋（2年）   |
|      | 打   | 依田淳（3年）   |
| 7    | [遊] | 古屋順（3年）   |
| 8    | [右] | 一瀬勝（3年）   |
| 9    | [一] | 今村彰宏（3年） |

#### 準々決勝
続く準々決勝は秋季関東大会準決勝で対戦した群馬県代表桐生第一高校。初回に1点リードするも9回に追いつかれ、そのまま延長戦へ。11回表、桐生第一の鈴木にホームランを打たれ逆転を許してしまい、万事休すと思われたその裏、これまで1点に抑えられた桐生第一のエース・ 河野を攻略。1点を返しさらに2死一・三塁の場面で古屋が決勝サヨナラ打を放ち、2試合連続サヨナラ勝ちをおさめた。
試合開始 1991年4月3日 13:37(JST)　試合時間 2時間24分　観衆:37000人
|          | 1 | 2 | 3 | 4 | 5 | 6 | 7 | 8 | 9 | 10 | 11 | R |
| -------- | - | - | - | - | - | - | - | - | - | -- | -- | - |
| 桐生第一 | 0 | 0 | 0 | 0 | 0 | 0 | 0 | 0 | 1 | 0  | 1  | 2 |
| 市川     | 0 | 0 | 1 | 0 | 0 | 0 | 0 | 0 | 0 | 0  | 2x | 3 |

1. [審判]（球）広沢（塁）片岡・岡本・土井池

打順
| 桐生第一 | 桐生第一 | 桐生第一        |
| 打順     | 守備     | 選手            |
| -------- | -------- | --------------- |
| 1        | [遊]     | 酒寄諭（3年）   |
| 2        | [右]     | 秋田澄夫（3年） |
| 3        | [一]     | 大塚豊（2年）   |
| 4        | [三]     | 大川雅基（3年） |
| 5        | [捕]     | 鈴木大介（3年） |
| 6        | [二]     | 小林慶司（2年） |
| 7        | [中]     | 今成茂夫（3年） |
| 8        | [投]     | 河野裕之（3年） |
| 9        | [左]     | 永田裕（3年）   |

| 市川 | 市川 | 市川            |
| 打順 | 守備 | 選手            |
| ---- | ---- | --------------- |
| 1    | [中] | 大野満（3年）   |
| 2    | [二] | 望月健（3年）   |
| 3    | [三] | 一瀬理（3年）   |
| 4    | [投] | 樋渡卓哉（3年） |
| 5    | [捕] | 村松一也（3年） |
| 6    | [左] | 渡辺智一（3年） |
|      |      | 依田淳（3年）   |
| 7    | [遊] | 古屋順（3年）   |
| 9    | [右] | 一瀬勝（3年）   |
| 9    | [一] | 今村彰宏（3年） |

これまで2試合連続サヨナラ勝利は第60回夏の甲子園大会のPL学園（所謂「逆転のPL」）の例があるが、PLはこれまでも準優勝の実績があった強豪校で準決勝は同点の場面でのサヨナラだったのに対し、市川高校は春夏合わせて初出場、しかも2試合ともリードされ後がない状態での逆転サヨナラ勝利であったことから、山梨日日新聞等の地元メディアは勿論全国のスポーツ新聞も一面で大きく取り上げ、さらにテレビ朝日の報道番組『ニュースステーション』では特集が組まれるなど市川高校の快進撃は全国を賑わせた。そしてこの出来事をマスメディアなどは『ミラクル市川』と称え、高校野球界に名を刻むこととなる。